# Rumex krausei
Rumex krausei är en slideväxtart som beskrevs av Yurtsev & Petrovskii. Rumex krausei ingår i släktet skräppor, och familjen slideväxter. Inga underarter finns listade i Catalogue of Life.